# Oskowie
     Ligurowie
     Wenetowie
     Etruskowie
     Picenowie
     Umbrowie
     Latynowie
     Oskowie
     Messapiowie
     Grecy
Oskowie, Opikowie – grupa ludów starożytnej Italii. Kulturowo ulegali wpływom greckim. Uzależnieni byli od Etrusków. Pod koniec IV w. p.n.e. zostali podbici przez Rzym.